# Grönbo (naturreservat)
Grönbo är ett naturreservat i Lindesbergs kommun i Örebro län.
Området är naturskyddat sedan 1992 och är 490 hektar stort. Reservatet ligger nordost om byn Grönbo och omfattar sjön Ämten och lövrika barrskogar med hällar och stora myrmarker.